# Аран (Златна обала)
Аран (фр. Arrans) насеље је и општина у источном делу централне Француске у региону Бургундија-Франш-Конте, у департману Златна обала која припада префектури Монбар.
По подацима из 2011. године у општини је живело 66 становника, а густина насељености је износила 6,27 становника/km². Општина се простире на површини од 10,52 km². Налази се на средњој надморској висини од 320 метара (максималној 332 m, а минималној 249 m).

## Демографија
| 1962. | 1968. | 1975. | 1982. | 1990. | 1999. | 2011. |
| ----- | ----- | ----- | ----- | ----- | ----- | ----- |
| 47    | 71    | 62    | 85    | 86    | 82    | 66    |

График промене броја становника у току последњих година